# Przejście graniczne Kostrzyn-Kietz (kolejowe)
Przejście graniczne Kostrzyn-Kietz (kolejowe) – istniejące w latach 1992–2007 polsko-niemieckie kolejowe przejście graniczne, położone w województwie lubuskim, w powiecie gorzowskim, w gminie miejskiej, w miejscowości Kostrzyn nad Odrą.

## Opis
Przejście graniczne Kostrzyn-Kietz z miejscem odprawy granicznej po stronie polskiej w miejscowości Kostrzyn (stacja kolejowa), czynne było całą dobę. Dopuszczone było przekraczanie granicy dla ruchu towarowego, a od 30 maja 1992 osobowego oraz mały ruch graniczny. Kontrolę graniczną osób, towarów i środków transportu wykonywała kolejno: Graniczna Placówka Kontrolna Straży Granicznej w Kostrzynie nad Odrą (GPK SG w Kostrzynie nad Odrą) i Placówka Straży Granicznej w Kostrzynie nad Odrą. Obie miejscowości łączył most na Odrze. 
21 grudnia 2007 na mocy układu z Schengen przejście graniczne zostało zlikwidowane.

### Przejścia graniczne z NRD
W okresie istnienia Niemieckiej Republiki Demokratycznej funkcjonowało w tym miejscu polsko-niemieckie kolejowe przejście graniczne Kostrzyn. Czynne było codziennie przez całą dobę. Dopuszczone było przekraczanie granicy dla ruchu towarowego. Kontrolę graniczną osób, towarów i środków transportu wykonywała Graniczna Placówka Kontrolna Kostrzyn (GPK Kostrzyn).
W październiku 1945 na granicy polsko-niemieckiej, w ramach tworzących się Wojsk Ochrony Pogranicza utworzono Przejściowy Punkt Kontrolny Kostrzyn nr 8 – kolejowy.
Przez byłe przejście graniczne przebiegała strategicznie ważna do 1945 magistrala kolejowa Berlin–Królewiec (tzw. Ostbahn), dziś jest to linia kolejowa nr 203.